# Henry Gantt
Henry Laurence Gantt (Condado de Calvert, Maryland, Estados Unidos, 20 de mayo de 1861-Pine Island, Nueva York, Estados Unidos, 23 de noviembre de 1919) fue un ingeniero mecánico estadounidense. Conocido por el desarrollo del diagrama de Gantt en la década de 1910.

## Diagrama de Gantt
Una de sus principales aportaciones a la administración es la gráfica de barras conocida como carta o diagrama de Gantt, que consiste en un diagrama en el cual el eje horizontal representa las unidades de tiempo, y en el vertical se registran las distintas funciones, las que se representan por barras horizontales, indicando los diversos tiempos que cada una de ellas exige.